# Janko Kichl
Janko Kichl (Zagreb, 1942. — 12. srpnja 2004.), hrvatski akademski glazbenik i bivši ravnatelj Opere HNK u Zagrebu.

## Životopis
Rodio se je u Zagrebu. Bio je najbolji student na Muzičkoj akademiji u Zagrebu, gdje mu je profesor violončela bio Milan Nagy. Djelovao je kao istaknuti solist-čelist u HNK u Zagrebu i surađivao s istaknutim glazbenim ansamblima Hrvatske i Italije. Od 1988. do 1992. bio je ravnatelj Opere HNK okupivši najbolje umjetničke snage toga vremena. Za vrijeme njegova mandata postavljene su opere Aida, Cosi fan tutte, Figarov pir, Rajnino zlato, Prazor, La bohème, Božićna priča i mnoge druge. Godine 1992. imenovan je voditeljem Propagande HNK, a od 2003. obnašao je funkciju savjetnika ravnatelja Opere HNK.